# Mameluco

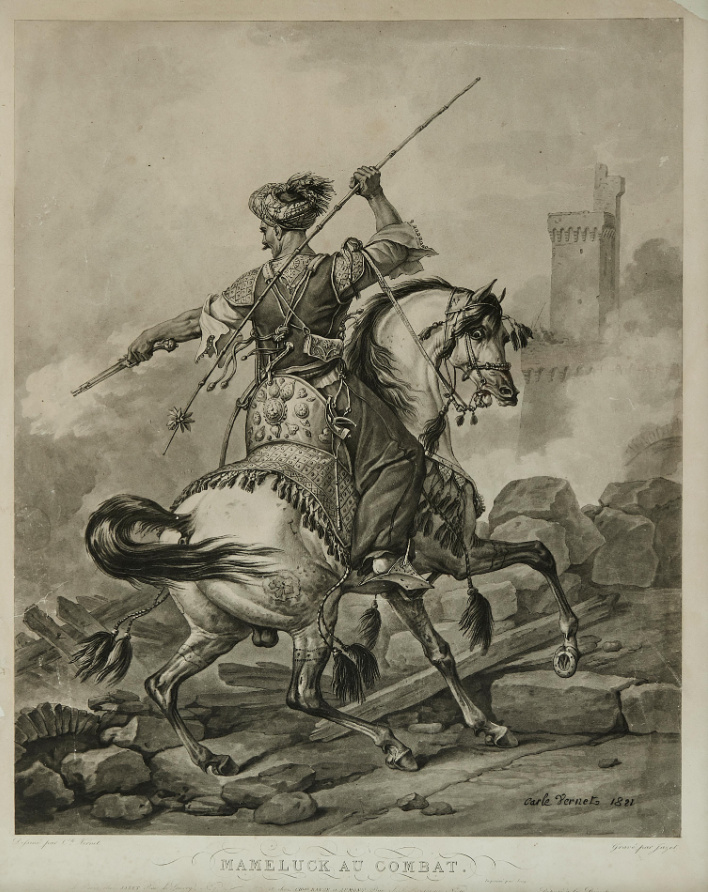
Soldado mameluco a caballo (1810).

Los mamelucos (مملوك, en árabe: mamlūk, «poseído», participio pasivo del verbo ملك, malaka, en árabe «poseer», «tener algo en propiedad») eran miembros de uno de los ejércitos de esclavos establecidos durante la época abasí que más tarde se hicieron con el control político de varios estados musulmanes. Fueron mercenarios esclavizados, soldados esclavos y esclavos libertos no árabes, étnicamente diversos (en su mayoría de razas caucásicas y mongoloide y de origen eslavo, circasiano y, principalmente, turco, islamizados) e instruidos militarmente, a quienes se les asignaban labores militares y administrativas de alto rango, y que sirvieron como soldados a las órdenes de los distintos califas abasíes, y luego a las de otras dinastías gobernantes árabes y otomanas en el mundo musulmán.Institucionalizados como factor de poder por los califas abasíes, los mamelucos a menudo utilizaron su posición dominante como líderes militares y hacedores de reyes a partir del siglo IX para fundar sus propios imperios. Los dos imperios más importantes fueron el Sultanato de Delhi (1206-1526), que en ocasiones llegó a controlar casi toda la India, y el Sultanato mameluco de Egipto. Este último fue sometido por los otomanos en 1517—tras 267 años de existencia—pero los mamelucos permanecieron en Egipto como la élite gobernante local hasta la invasión de Napoleón en 1798 y su eliminación final a manos de Mehmet Alí (1811).
Si bien los mamelucos eran comprados como propiedad, su estatus estaba por encima de los esclavos comunes, a quienes no se les permitía portar armas ni realizar ciertas tareas. En lugares como Egipto, desde la dinastía ayubí hasta la época de Mehmet Alí de Egipto, los mamelucos fueron considerados «verdaderos señores» y «verdaderos guerreros», con un estatus social superior al de la población general en Egipto y el Levante. En cierto sentido, eran una suerte de mercenarios esclavizados.Con el tiempo, los mamelucos se convirtieron en una poderosa clase de caballeros militares en varias sociedades musulmanas controlada por gobernantes árabes dinásticos.
El uso de mamelucos como componente principal de los ejércitos musulmanes se convirtió en una característica distintiva de la civilización islámica ya en el siglo IX. La práctica fue iniciada en Bagdad por el califa abasí al-Muʿtaṣim (833-842), y pronto se extendió por todo el mundo musulmán, caracterizándose porque los soldados-esclavos explotaban el poder militar que se les había conferido para hacerse con el control de las autoridades políticas legítimas, a menudo sólo brevemente, pero a veces durante periodos asombrosamente largos. Así, poco después del reinado de al-Muʿtaṣim, el propio califato cayó víctima de generales mamelucos turcos, capaces de deponer o asesinar califas casi con impunidad. Aunque el califato se mantuvo como símbolo de autoridad legítima, el poder real lo ejercían los generales mamelucos, y para el siglo XIII, los mamelucos habían logrado establecer dinastías propias, tanto en Egipto como en la India, en las que los sultanes eran necesariamente hombres de origen esclavo o herederos de tales hombres.
El dominio mameluco más duradero fue la clase militar caballeresca del Egipto medieval, que se desarrolló a partir de las filas de soldados esclavos.  Originalmente, los mamelucos eran esclavos de origen túrquico de la estepa euroasiática,  pero la institución de la esclavitud militar se extendió para incluir a circasianos, abjasios, georgianos, armenios, rusos y húngaros, así como a pueblos de los Balcanes como albaneses, griegos y sudeslavos (ver Saqaliba). También reclutaron entre los egipcios. El «fenómeno mameluco/ghulam», como el historiador David Ayalon denominó la creación de la clase guerrera específica, fue de gran importancia política, durando casi 1000 años, desde el siglo siglo IX hasta principios del siglo XIX.
Los mamelucos detentaron poder político y militar, particularmente en Egipto y Siria, pero también en el Imperio otomano, el Levante, Mesopotamia e India. En algunos casos, alcanzaron el rango de sultán, mientras que en otros ostentaron poder regional como emires o beys. En particular, en Oriente Próximo, facciones mamelucas se apoderaron del sultanato centrado en Egipto y Siria, y lo controlaron como el Sultanato mameluco (1250-1517). El sultanato mameluco derrotó al ilkanato en la batalla de Ain Yalut.  Al momento de ser conquistado por los otomanos (1517) el sultanato mameluco se extendía por Palestina, Heyaz y Siria. Este sultanato, que fue el más perdurable de todos los estados mamelucos hasta ese momento, fue fundado por una casta militar de caballeros, que surgió de las filas de soldados esclavos, que eran principalmente de origen túrquico, así como también había coptos, circasianos (cherqueses, adigueses, cabardinos), abjasios y georgianos
Anteriormente habían luchado contra los cruzados cristianos de Europa occidental entre 1154 y 1169 y entre 1213 y 1221, expulsándolos efectivamente de Egipto y el Levante. En 1302, el sultanato mameluco expulsó formalmente a los últimos cruzados del Levante, poniendo fin a la era de las Cruzadas.
Desde el punto de vista político, el término mameluco puede referirse a:
- Gaznavíes del Gran Jurasán (977-1186)
- Jorezmitas de Corasmia (1077-1231)
- Dinastía mameluca (Delhi) (1206-1290)
- Sultanato mameluco (El Cairo) (1250-1517)
  - Dinastía bahrí (1250-1382)
  - Dinastía buryí (1382-1517)
- Dinastía mameluca (Irak) (1704-1831)

## Antecedentes
En el Irán oriental, la práctica comenzó con la dinastía samánida, la cual estaba en constante conflicto fronterizo contra los entonces pueblos tribales túrquicos de Asia Central. Este conflicto era visto desde el punto de vista islámico como una yihad (guerra santa) contra estos turcos paganos. En estas razias, pobres en botín, los ghāzī (guerreros de la fe islámica) no obtenían más que esclavos turcos (prisioneros o comprados a otros turcos), que por sus aptitudes guerreras se empezó a utilizarlos en las fuerzas samánidas. Estos primeros mamelucos turcos, iranizados e islamizados, resultaron ser de vital importancia por sus aptitudes militares y llegaron a ocupar importantes puestos políticos de confianza en el régimen samánida. De aquí surgirían los emires mamelucos Alp Tegīn y Sebük Tegīn, fundadores de la dinastía Gaznávida.
El historiador Daniel Pipes argumentó que el primer indicio de la clase militar mameluca tuvo sus raíces en la práctica de musulmanes tempranos como Zubayr ibn al-Awwam o Uthmán ibn Affán, de usar esclavos en la guerra. Tanto al-Awwam como ibn Affán poseían muchos esclavos desde antes del ascenso del islam, y practicaban la mawla (manumisión islámica de esclavos). El ejército zubayrida bajo Abd Allah ibn al-Zubayr, hijo de Zubayr, utilizó a tales esclavos libertos durante la segunda guerra civil musulmana.
Los historiadores coinciden en que la implementación masiva de una clase militar esclava como la de los mamelucos parece haberse desarrollado en las sociedades islámicas a partir del califato abasí del siglo IX con sede en Bagdad, bajo el califa abasí al-Muʿtaṣim. Hasta la década de 1990, se creía ampliamente que los primeros mamelucos fueron conocidos como Ghilman o Ghulam (otro término ampliamente sinónimo de esclavos) y fueron comprados por los califas abasíes, especialmente al-Mu'tasim (833–842). A partir del siglo IX, la guardia califal comenzó a ser nutrida, gracias a la lealtad samánida, de mamelucos turcos, llamados ghilman (sing. ghulam). Los ghilmam eran entrenados y educados a expensas de su amo y podían ganar su libertad a través de su dedicado servicio. A ellos se les obligaba a casarse con mujeres esclavas turcas, que fueron elegidas para ellos por sus amos. Algunos ghilman parecen haber vivido vidas célibes. Estos fueron introducidos durante el reinado del califa al-Mutásim (833-842), quien les demostró un gran favor y en ellos confió su guardia personal. Pronto, estos esclavos militarizados, armaron facciones dentro de la corte califal pugnando y exigiendo altos salarios por sus servicios. Se opusieron a la población árabe nativa, y los consiguientes disturbios contra estos ghilman en Bagdad obligaron a al-Mutásim a trasladar su capital a Samarra en 836. Los ghilman rápidamente acrecentaron su poder y su influencia, y bajo los débiles gobernantes que sucedieron a al-Mutásim, se convirtieron en verdaderos soberanos, dando lugar a un caso similar a lo que sucedió en el Imperio romano con la Guardia Pretoriana: se rebelaron varias veces durante la llamada Anarquía de Samarra que comenzó en 861, con el asesinato del califa al-Mutawákkil (hijo de al-Mutásim) por sus guardias ghilman turcos. Este había asumido el poder apoyado por dos jefes turcos, uno de los cuales fue asesinado. Su hijo y sucesor, al-Muntásir (hijo de una esclava griega), implicado en el asesinato de su padre, gobernó durante seis meses antes de su muerte, posiblemente envenenado por los jefes militares turcos. Fue sucedido por al-Musta'in (nieto de al-Mutásim). Divisiones dentro del liderazgo militar ghulam turco permitieron a al-Musta'in huir a Bagdad en 865 con el apoyo de algunos jefes turcos (Bugha al-Sharabi y Wasif al-Turki) y de los Tahiríes, pero el resto del ejército turco escogió en Samarra a un nuevo califa en la persona de al-Mu'tazz (segundo hijo de al-Mutawákkil) y se sitió de forma terrible a Bagdad, forzando la capitulación de la ciudad en 866. Al-Musta'in fue exiliado y ejecutado. Al-Mu'tazz fue capaz y enérgico, y trató de controlar a los jefes militares ghilman y excluir a estos militares de la administración civil. Sus políticas fueron resistidas, y en julio de 869 también fue depuesto y asesinado. Su sucesor, al-Muhtadi (hijo del califa al-Wáthiq), también trató de reafirmar la autoridad del califa, pero también fue asesinado en junio de 870. Con la muerte de al-Muhtadi y la ascensión de al-Mu'támid (tercer hijo de al-Mutawákkil), la facción turca liderada por Musa ibn Bugha al-Kabir, se alío con el hermano y regente de al-Mu'támid, el príncipe al-Muwaffaq, quien se convirtió en el hombre fuerte de la corte califal, poniendo fin a la anarquía. El primer sistema mameluco, propiamente dicho, habría sido un experimento a pequeña escala de al-Muwaffaq, combinando la eficacia como guerreros con una fiabilidad mejorada. El hecho de que en 892, al-Mu'tami volviese a Bagdad no cambio nada, puesto que los ghilman turcos habían hecho lo mismo poco antes. Aunque el califato abasí logró una modesta recuperación en las décadas siguientes, los problemas de la Anarquía de Samarra infligieron un gran y duradero daño a las estructuras y al prestigio del gobierno central abasí, alentando y facilitando las tendencias secesionistas y rebeldes de las provincias del califato. Uno de estos ghilman de Bagdad, Ahmad ibn Tulun, independizando a Egipto, fundaría una dinastía hereditaria, la de los Tuluníes, llevando a la disolución del califato abasí a mediados del siglo X.
Después de la fragmentación del califato abasida, los esclavos militares, conocidos como mamelucos o ghilman, se convirtieron en la base de poder militar en todo el mundo islámico. El Califato fatimí de Egipto arrebató a la fuerza de sus familias a adolescentes armenios, turcos, sudaneses y coptos para ser entrenados como soldados-esclavos, que formarían el grueso de su ejército y, a menudo, los cuadros de su administración. El poderoso visir Badr al-Jamali, por ejemplo, fue un mameluco de origen armenio. Otro ejemplo fue el general fatimí Chauhar al-Siqilí, el fundador de El Cairo, que era un mameluco de origen siciliano o eslavo. En Irán e Irak, la Dinastía búyida utilizó esclavos turcos a lo largo de su imperio, como el rebelde al-Basasiri, quien finalmente introdujo a los selyúcidas del sultán Tugrïl Beg en Bagdad, después de intentar una fallida rebelión chií en 1055. Cuando los posteriores abasidas recuperaron el control militar sobre Irak, también confiaron en los ghilman de origen turco.
El Imperio corasmio (1077-1231/1256), fue un fiel ejemplo de estado mameluco; su dinastía fue fundada por Anūsh Tegīn Gharchāī, un antiguo esclavo turco de los sultanes selyúcidas, que fue nombrado emir (gobernador) de Corasmia. Su hijo, Qutb ud-Dīn Muhammad I, se convirtió en el primer sah hereditario de Corasmia.
Otro estado mameluco fue el Sultanato de Delhi, fundado en 1210 en el norte de la India por el general gúrida Qutb al-Din Aybak, un esclavo de origen turco que a la muerte de su señor, el sultán Mu`izz ad-Dîn Muhammad Guri, se independizó dando inicio a un régimen de mamelucos, denominados de los reyes esclavos. Este régimen, a diferencia del mameluco egipcio, disponía de un territorio recientemente conquistado por el islam, y donde, por consiguiente, la mayoría de la población era de otra religión (la hindú); aparte, era de una cultura y lenguaje predominantemente persa, diametralmente opuesto al egipcio, donde sus súbditos eran, en su mayoría, árabes musulmanes.
La esclavitud militar siguió empleándose en todo el mundo islámico hasta el siglo XIX. En el Imperio otomano, El devşirme o "recolección" de jóvenes esclavos para el Cuerpo de jenízaros, duró hasta el siglo XVII, mientras que los regímenes basados en mamelucos prosperaron en las provincias otomanas del Levante y de Egipto hasta el siglo XIX.
Pero el caso de mayor importancia sería el ejemplo dado en Egipto durante el siglo XIII.

## Los mamelucos de Egipto

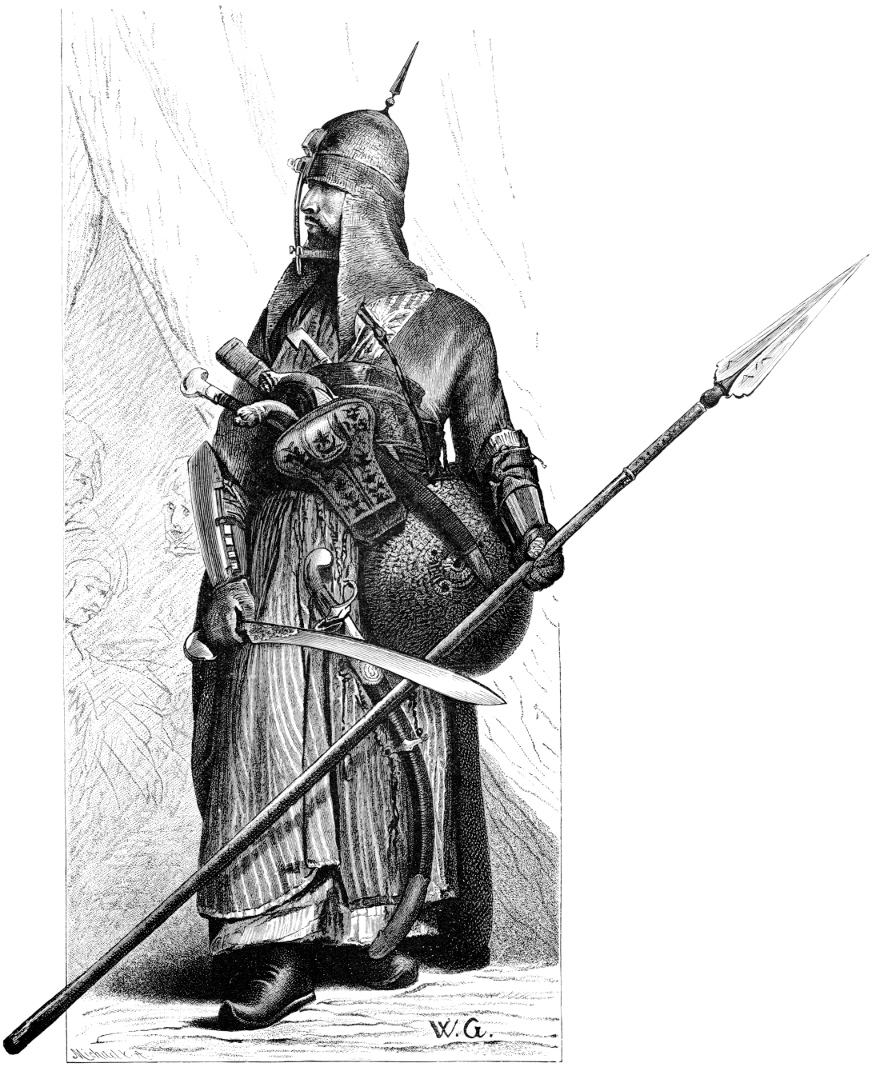
Un mameluco completamente armado.

Los mamelucos de Egipto provenían de Ucrania y Rusia meridional. En un principio, eran del pueblo turco Kipchak o Cumano, y más tarde de poblaciones guerreras del Cáucaso, en su mayoría circasianos. El comercio de mamelucos del Mar Negro estaba a cargo de los mercaderes genoveses.
Llegado a Egipto, y una vez admitido en una escuela (Hilqa o Tibaq) cuya tarea consistía en convertirlo en mameluco, el joven cautivo pasaba a estar bajo un instructor que sería el responsable de su formación militar (al-furusiya), y bajo su supervisión se le sometía a un adiestramiento especialmente riguroso. Los mamelucos vivían dentro de sus guarniciones y pasaban su tiempo entre ellos. Sus entretenimientos incluían eventos deportivos como competiciones de tiro con arco y presentaciones de habilidades de combate montadas por lo menos una vez a la semana. El entrenamiento intensivo y riguroso de cada nuevo recluta ayudó a asegurar la continuidad de las prácticas mamelucas.
Una vez recibida la instrucción militar por el sultán o sus jefes, pasaban de ser esclavos a hombres libres, si bien sujetos por lazos que recuerdan las fórmulas de servilismo del sistema feudal europeo. Entre los mamelucos estaban los pertenecientes a una elite especial, la del cuerpo de mamelucos reales, que habían sido comprados, instruidos y liberados por el propio sultán, y tenían guarnición en la ciudad del El Cairo.
Los sultanes poseían el mayor número de mamelucos, pero los emires también podían tener su propia fuerza de mamelucos. Muchos mamelucos subieron a altas posiciones en todo el imperio, incluyendo la jefatura del ejército. Al principio su estatus no era hereditario y se les impidió estrictamente seguir el oficio de su padre. Sin embargo, con el tiempo, en lugares como Egipto, las fuerzas mamelucas se vincularon con las estructuras existentes de poder y obtuvieron una significativa cantidad de influencia sobre esas estructuras.
En Egipto, los mamelucos georgianos conservaban su lengua materna. Eran conscientes de la política de la región del Cáucaso y recibían frecuentes visitas de sus padres u otros parientes. También enviaban regalos a sus familiares o enviaban dinero para construir estructuras útiles (una torre defensiva o, incluso, una iglesia) en sus aldeas nativas en Georgia.
Su igual procedencia, el uso por ellos de la misma lengua, distinta de la de los territorios donde se instalaban, su misma condición militar, su reconocido prestigio en el arte de la guerra y la historia personal de cada uno, similar a sus compañeros, les hicieron convertirse en un poder en sí mismo que no tardó en formar su propio sultanato.
Su papel fue crucial para proteger a Siria (que reconquistaron), Egipto y Palestina del Imperio mongol, así como para expulsar a los cruzados cristianos. Mantuvieron la custodia de las ciudades santas de La Meca y Medina y se instalaron en El Cairo. No persiguieron a las iglesias coptas ni a las comunidades judías, aunque fueron guardianes del islam en el conjunto social. El final de la dinastía llegó con la derrota en 1517 ante Selim I, sultán del Imperio otomano, pero ya con anterioridad la pérdida del control del tráfico comercial con Asia —como consecuencia de las nuevas rutas establecidas por Portugal a través del Cabo de Buena Esperanza— habían mermado su capacidad económica. Los mamelucos quedaron relegados al puesto de beys como gobernadores o en segundos niveles de la administración, aunque nuevamente irían recuperando su importancia hasta que, oficiosamente, controlaban Egipto en el momento de la conquista por Napoleón en 1798.

### Sultanato mameluco de Egipto
El sultanato mameluco de Egipto (en árabe: سلطنة المماليك‎, romanizado: Salṭanat al-Mamālīk), también conocido como Egipto mameluco o Imperio mameluco, fue un reino medieval que se extendía por Egipto, el Levante mediterráneo y el Heyaz. Duró desde la caída de la dinastía ayubí en 1250 hasta la conquista otomana de Egipto en 1517. Su capital fue El Cairo. Los historiadores han dividido tradicionalmente la etapa del dominio mameluco en dos períodos, uno, entre 1250-1382, y el otro, entre 1382-1517. Los historiadores occidentales llaman al primer período «baharita» y al segundo «buryí» debido a la dominación política de los regímenes conocidos por estos nombres durante las respectivas épocas. Los historiadores musulmanes contemporáneos se refieren a las mismas divisiones como los períodos «turco» y «circasiano» para enfatizar el cambio en los orígenes étnicos de la mayoría de los mamelucos.

## Otros regímenes mamelucos

### Asia meridional
En 1206, el comandante mameluco de las fuerzas musulmanas gurida en el subcontinente indio, Qutb al-Din Aibak, se proclamó sultán, convirtiéndose en el primer soberano de la Dinastía mameluca y del Delhi. Dicha dinastía duró hasta 1290.
- Qutb-ud-din Aibak (1206–1210), nombrado Naib us Sultanat por Muhammad de Gur, primer sultán musulmán de la India
- Aram Shah (1210–1211)
- Shams-ud-din Iltutmish (1211–1236), ex-esclavo y yerno de Qutb-ud-din Aibak
- Rukn-ud-din Firuz (1236), hijo de Iltutmish
- Raziyyat-ud-din Sultana (1236–1240), hija de Iltutmish
- Muiz-ud-din Bahram (1240–1242), hijo de Iltutmish
- Ala-ud-din Masud (1242–1246), hijo de Ruk-nud-din
- Nasir-ud-din Mahmud (1246–1266), hijo de Iltutmish
- Ghiyas-ud-din Balban (1266–1286), ex-esclavo de Iltutmish, yerno de Nasir-ud-din Mahmud
- Muizz-ud-din Qaiqabad (1286–1290), nieto de Balban y Nasir-ud-din

### Irak
Los cuerpos mamelucos fueron introducidos por primera vez en Irak en 1702 por Hasan Pasha de Bagdad. Desde 1747 hasta 1831, Irak fue gobernado, con breves interrupciones, por oficiales mamelucos de origen georgiano, que lograron afirmar la autonomía de la Sublime Puerta, suprimieron las revueltas tribales, frenaron el poder de los jenízaros, restauraron el orden e introdujeron un programa de modernización de la economía y el ejército. En 1831 los otomanos derrocaron a Dawud Pasha, el último gobernante mameluco, y reimpusieron el control directo sobre Irak.
- 1704 Hasan Pasha
- 1723 Ahmad Pasha, hijo de Hasan
- 1749 Sulayman Abu Layla Pasha, yerno de Ahmad
- 1762 Omar Pasha, hijo de Ahmad
- 1780 Sulayman Pasha el Grande, hijo de Omar
- 1802 Ali Pasha, hijo de Omar
- 1807 Sulayman Pasha the Little, hijo de Sulayman el Grande
- 1813 Said Pasha, hijo de Sulayman el Grande
- 1816 Dawud Pasha (1816–1831)

## Bajo Napoleón

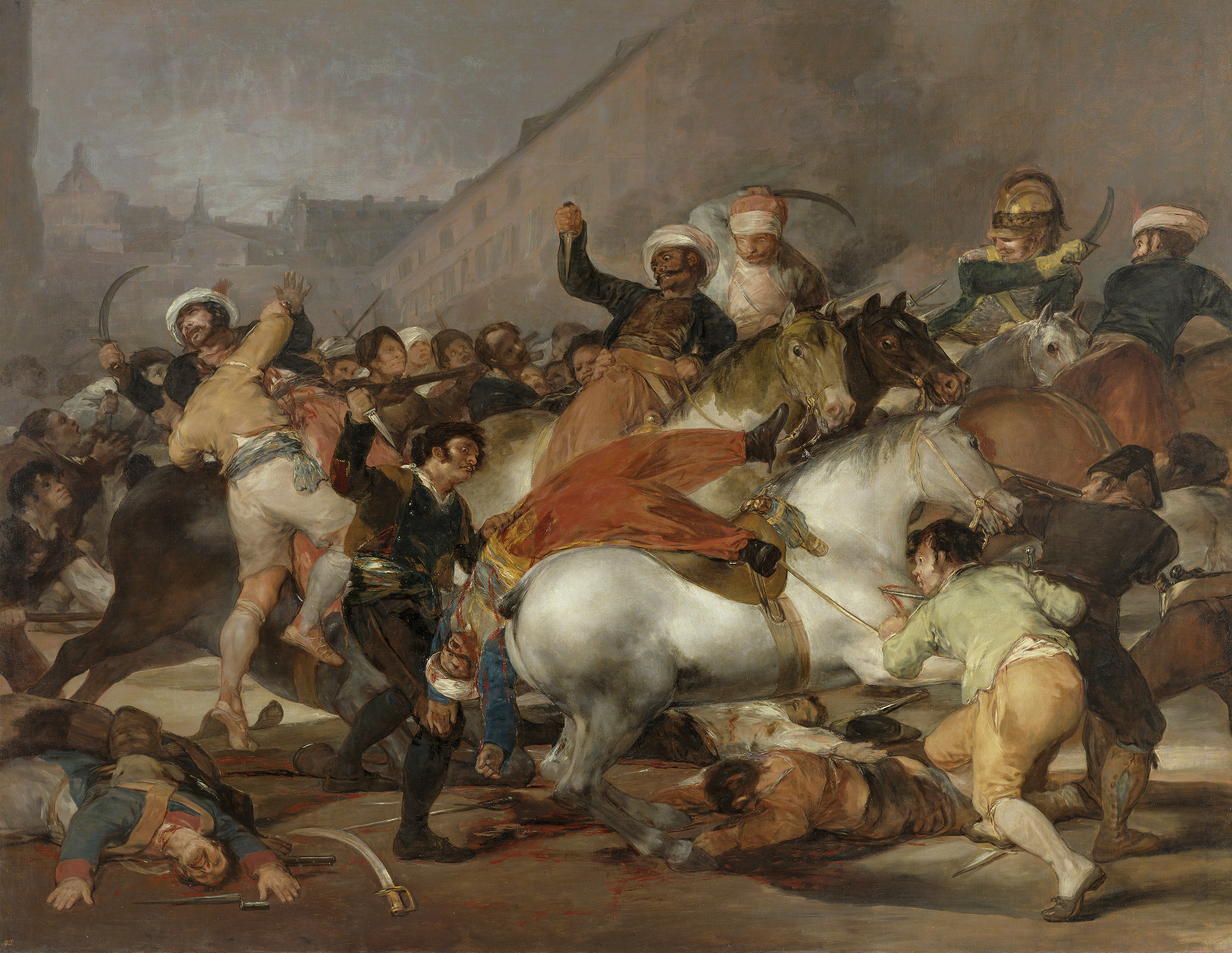
Un patriota español apuñala a un mameluco en la revuelta del Dos de Mayo, en un célebre cuadro de Francisco de Goya.

El primer escuadrón de mamelucos fue formado en 1801 por 240 soldados, que regresaron con el Ejército de Oriente de la expedición en Egipto. Numerosos mamelucos formaron parte del ejército napoleónico, entre ellos Rustam Raza, quien sería el sirviente personal y guardaespaldas de Napoleón Bonaparte. Constituyeron un escuadrón adscrito a los cazadores a caballo de la Guardia Imperial y sirvieron en Bélgica. Tras la batalla de Austerlitz, se convirtieron en un regimiento.
Los mamelucos entraron en España en marzo de 1808, llegando a Madrid. Formaron parte de la escolta de honor del Gran Duque de Berg, Joachim Murat, y fueron acuartelados en Carabanchel, donde les sorprendió el levantamiento del 2 de mayo. Tras la caída del Primer Imperio, se dispersaron. Muchos de ellos fueron asesinados en Marsella durante el Terror Blanco.
Solían ir muy bien armados: disponían de un trabuco, una cimitarra, dos pistolas que solían llevar al cinto junto a un puñal, y una maza de armas o un hacha que llevaban pendiente del arzón de la silla de montar.

## Arte mameluco

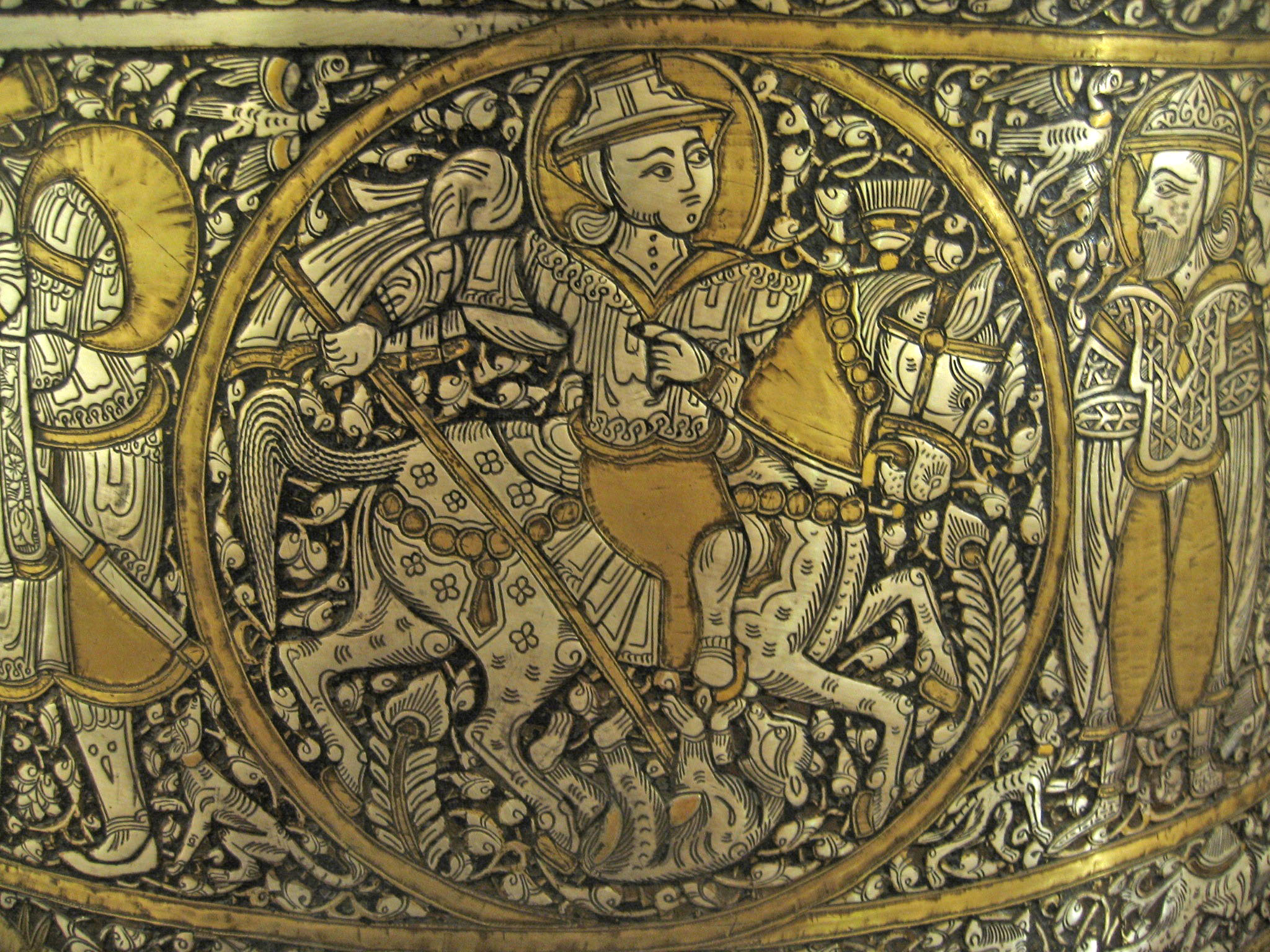
Baptisterio de San Luis, célebre obra del arte mameluco (principios de).

La decoración se realiza con incrustaciones de piedras de diferentes colores, así como con un exquisito trabajo en madera que consistió en incrustaciones de motivos geométricos radiantes hechos en marquetería. Se utilizó también el esmalte y el vidrio, y lo que es más importante, las incrustaciones de metal. De este período datan el Baptisterio de San Luis, uno de los objetos islámicos más famosos, realizado por el orfebre Muhammad ibn al-Zayn y el Cubilete de Rothschild.

### Arquitectura mameluca
La arquitectura mameluca corresponde al estilo de arquitectura islámica que floreció durante el reinado del sultanato mameluco (1250-1517), desarrollado especialmente en El Cairo medieval donde todavía es visible. Estaba fuertemente influenciada por la arquitectura del antiguo Egipto y por la arquitectura copta. El fervor religioso hizo de los gobernantes mamelucos generosos mecenas de la arquitectura y del arte. El comercio y la agricultura florecieron bajo el dominio mameluco, y El Cairo, su capital, se convirtió en una de las ciudades más ricas del Cercano Oriente y en el centro de una fuerte actividad artística e intelectual. Eso hizo que la ciudad fuera, en palabras del historiador y filósofo Ibn Jaldun (1332-1406), «el centro del universo y el jardín del mundo», con majestuosas cúpulas funerarias, patios y altísimos minaretes repartidos por toda la ciudad, que se respetaban como símbolos de conmemoración y culto.
La historia de los mamelucos se divide en dos períodos basados en dos líneas dinásticas: los mamelucos bahrí (1250-1382) de origen kipchak de Rusia meridional, llamados así por la ubicación de sus cuarteles en el Nilo, y los mamelucos buryí (1382-1517) de origen circasiano, que estuvieron acuartelados en la ciudadela.
El reinado de los bahri definió el arte y la arquitectura de todo el período mameluco. Sus artes decorativas —especialmente el vidrio esmaltado y dorado, la metalistería con incrustaciones, la artesanía y ebanistería en madera y los textiles—, fueron apreciadas en todo el Mediterráneo y en Europa, donde tuvieron un profundo impacto en la producción local. La influencia de la cristalería mameluca en la industria del vidrio veneciano es solo uno de estos ejemplos.
El reinado del aliado y sucesor de Baibars, al-Mansur Qalawun (r. 1280-1290), inició el mecenazgo de las fundaciones públicas y piadosas que incluían madrasas, mausoleos, minaretes y hospitales. Dichos complejos, bien dotados financieramente, no solo aseguraban la supervivencia de la riqueza del patrono —que podría peligrar debido a los problemas legales relacionados con la herencia y la confiscación de las fortunas familiares—sino que también perpetuaban su nombre. Además del complejo de Qalawun, otros empeños importantes de los sultanes bahrí fueron los de An-Nassir Muhammad ibn Qalawun (1295–1304), así como el inmenso y espléndido complejo de Hasán (comenzado 1356).[cita requerida]
Los sultanes buryí siguieron las tradiciones artísticas establecidas por sus predecesores bahríes. Sus textiles y alfombras fueron muy apreciados en el comercio internacional. En arquitectura, las fundaciones piadosas públicas continuaron siendo favorecidas. Los principales proyectos en el período temprano buryí en Egipto fueron los complejos emprendidos por Barquq (r. 1382-1399), Faraj (r. 1399-1412), Mu'ayyad Shaykh (r. 1412-1421) y Barsbay (r. 1422 -1438).[cita requerida]
En las provincias orientales del Mediterráneo, el lucrativo comercio de textiles entre Irán y Europa ayudó a reavivar la economía. También fue significativa la actividad comercial de los peregrinos que se dirigían a La Meca y a Medina. Se erigieron grandes almacenes, como el Khan al-Qadi (1441), para satisfacer el aumento del comercio. Otras fundaciones públicas en la región fueron las mezquitas de Aqbugha al-Utrush (Aleppo, 1139-1410) y Sabun (Damasco, 1464), así como la madrasa Jaqmaqiyya (Damasco, 1421).[cita requerida]
En la segunda mitad del siglo XV, las artes prosperaron bajo el patrocinio de Qaitbey (r. 1468-1496), el más grande de los últimos sultanes mamelucos. Durante su reinado, los santuarios de La Meca y Medina fueron ampliamente restaurados. Las principales ciudades fueron dotadas con edificios comerciales, fundaciones religiosas y puentes. En El Cairo, el complejo de Qaitbey en el Cementerio del Norte (1472-1474) es la edificación más conocida y admirada de ese período.
La construcción continuó bajo el último sultán mameluco, al-Ashraf Qansuh al-Ghawri (r. 1501-1517), quien encargó su propio complejo (1503-1505); sin embargo, los métodos de construcción reflejaban las finanzas del estado. Aunque el reino mameluco pronto se incorporó al Imperio otomano (1517), la cultura visual mameluca continuó inspirando tradiciones artísticas islámicas y otomanas.[cita requerida]
- Mihrab del mausoleo de Sultan Baybars (1277-1281), en Damasco
- Interior del complejo Qalawun (terminado en 1283), El Cairo
- Mezquita de al-Nasir Muhammad (construida en 1318 y modificada en 1335) en la Ciudadela de El Cairo
- Interior de un mausoleo en la  Khanqah-Mezquita de Faraj ibn Barquq (1400-1411)
- Wikala del sultán al-Ghurii (1505), ejemplo de un caravanserai urbano en El Cairo

## «Mamelucos» brasileños
Quizás con la misma etimología árabe (mamlūk: «poseído») aunada por la similitud fonética a una palabra aborigen (maloka: «aldea»), en Brasil se llamó mamelucos o mamalucos (o, luego, malucos) a los conjuntos de guerreros aborígenes (principalmente tupíes) o mestizos (caboclos) que luchaban a las órdenes de los portugueses o de los bandeirantes brasileños, especialmente efectuando incursiones (malocas) para capturar esclavos de otras etnias aborígenes, en especial los de orígenes guaraníes que vivían en las Misiones.